# ええねん (アルバム)
『ええねん』は、ウルフルズの8枚目のアルバム。
2003年12月10日発売。発売元は東芝EMI（現：ユニバーサルミュージックジャパン）。

## 解説
ジョン・B・チョッパー復帰後初アルバムはバンド初の2枚組仕様。

## メンバー
- トータス松本 - ボーカル・ギター・ハーモニカ・ドラムス (#13)
- ジョン・B・チョッパー - ベース・コーラス
- サンコンJr. - ドラムス・パーカッション・コーラス・ボーカル  (#13)
- ウルフルケイスケ - ギター・コーラス・ボーカル  (#13)

### サポートミュージシャン
Disc 1
- 伊東ミキオ：キーボード (#1-6.9.10.11.13.15)

Disc 2
- 奥田民生、YO-KING (真心ブラザーズ)、大木温之 (The ピーズ)、草野マサムネ (スピッツ)、コザック前田 (ガガガSP)、上中丈弥 (THE イナズマ戦隊)：コーラス (#1)
- 古田たかし、井上富雄：フルート (#1)
- MONKY (BLACK BOTTOM BRASS BAND)：バリトンサックス (#1)
- 伊東ミキオ：キーボード (#2)
- MC SQUARED (David Gudis)：ヒューマンビートボックス (#2)

## 収録曲
全作詞・作曲：トータス松本（特記以外）編曲：ウルフルズ（特記以外）

### DISC.1
| #         | タイトル                                   | 作詞                          | 作曲             | 時間  |
| --------- | ------------------------------------------ | ----------------------------- | ---------------- | ----- |
| 1.        | 「ええねん」                               | トータス松本                  | トータス松本     | 3:27  |
| 2.        | 「たった今!」                              | トータス松本                  | トータス松本     | 2:46  |
| 3.        | 「愛がなくちゃ」                           | トータス松本                  | トータス松本     | 4:28  |
| 4.        | 「男の中の男」                             | トータス松本                  | トータス松本     | 3:52  |
| 5.        | 「クルマン」                               | トータス松本                  | トータス松本     | 3:32  |
| 6.        | 「手をつないで」                           | トータス松本                  | トータス松本     | 3:30  |
| 7.        | 「アホでケッコー」                         | ウルフルズ                    | トータス松本     | 2:43  |
| 8.        | 「忘れちまえ」                             | トータス松本                  | トータス松本     | 4:10  |
| 9.        | 「思い出せ」                               | トータス松本                  | トータス松本     | 3:59  |
| 10.       | 「アニマル」                               | トータス松本 ウルフルケイスケ | ウルフルケイスケ | 3:00  |
| 11.       | 「おいでよチャチャチャ」                   | トータス松本                  | トータス松本     | 4:21  |
| 12.       | 「そばにいるのは誰」                       | トータス松本 ウルフルケイスケ | ウルフルケイスケ | 4:09  |
| 13.       | 「君にささげよう」(Vocal:ウルフルケイスケ) | ウルフルケイスケ              | ウルフルケイスケ | 4:53  |
| 14.       | 「いっさいがっさい（恋泥棒編）」           | トータス松本 ウルフルケイスケ | ウルフルケイスケ | 2:37  |
| 15.       | 「夕方フレンド」                           | トータス松本                  | トータス松本     | 3:27  |
| 合計時間: | 合計時間:                                  | 合計時間:                     | 合計時間:        | 54:54 |

## 曲解説
1. ええねん[2]
2. たった今!
3. 愛がなくちゃ[3][4]
4. 男の中の男
5. クルマン
6. 手をつないで
7. アホでケッコー[5]
8. 忘れちまえ
9. 思い出せ
10. アニマル[6]
11. おいでよチャチャチャ
12. そばにいるのは誰
13. 君にささげよう
14. いっさいがっさい（恋泥棒編）
15. 夕方フレンド (3:27)

### DISC.2：A John B CD
1. Sleep John B (3:32)
原曲はザ・ビーチ・ボーイズ「スループ・ジョン・B」。
奥田民生、草野マサムネ、YO-KING、大木温之、コザック前田、上中丈弥がコーラス、
古田たかし、井上富雄がフルート、MONKYがバリトン・サックスで参加。
2. 風に吹かれている場合じゃない (3:31)
  - 作詞：ジョン・B・チョッパー、作曲：ウルフルズ